# بارباديلو دي هيريروس
بلدية بارباديلو دي هيريروس (بالإسبانية: Barbadillo de Herreros)‏، هي إحدى بلديات مقاطعة برغش، التي تقع في منطقة قشتالة وليون، والتي تقع في شمال غرب إسبانيا.
يبلغ عدد سكانها 154 نسمة وفقاً لإحصائية سنة (2002).